# Olympische Sommerspiele 2016/Volleyball (Halle)/Teilnehmer
Im Volleyballturnier der Olympischen Spiele 2016 traten bei den Männern und Frauen jeweils zwölf Mannschaften an. Jede Nation nominierte einen Kader mit zwölf Spieler(innen).

## Frauen

### Argentinien
Die argentinischen Frauen qualifizierten sich zum ersten Mal für die Olympischen Spiele. In der südamerikanischen Qualifikation setzten sie sich ohne Niederlage durch.
| Name                                                        | Nr.                                                         | Größe                                                       | Geburtsdatum                                                | Position                                                    | Verein                              |
| ----------------------------------------------------------- | ----------------------------------------------------------- | ----------------------------------------------------------- | ----------------------------------------------------------- | ----------------------------------------------------------- | ----------------------------------- |
| Tanya Acosta                                                | 2                                                           | 1,82 m                                                      | 11. März 1991                                               | AA                                                          | Club de Gimnasia y Esgrima La Plata |
| Leticia Boscacci                                            | 13                                                          | 1,86 m                                                      | 8. Nov. 1985                                                | D                                                           | VC Kanti Schaffhausen               |
| Florencia Natasha Busquets Reyes                            | 16                                                          | 1,92 m                                                      | 27. Juni 1989                                               | MB                                                          | Volleyball Franches-Montagnes       |
| Yael Castiglione                                            | 18                                                          | 1,84 m                                                      | 27. Sep. 1985                                               | Z                                                           | Rio do Sul                          |
| Josefina Fernandez                                          | 14                                                          | 1,75 m                                                      | 17. Aug. 1991                                               | AA                                                          | Volleyball Franches-Montagnes       |
| Lucía Fresco                                                | 5                                                           | 1,95 m                                                      | 14. Mai 1991                                                | D                                                           | Robur Tiboni Urbino Volley          |
| Julieta Constanza Lazcano                                   | 11                                                          | 1,90 m                                                      | 25. Juli 1989                                               | MB                                                          | Istres Ouest-Provence Volley-Ball   |
| Morena Martinez Franchi                                     | 19                                                          | 1,64 m                                                      | 19. Feb. 1993                                               | AA                                                          | Vélez Sársfield                     |
| Paula Yamila Nizetich                                       | 3                                                           | 1,81 m                                                      | 27. Jan. 1989                                               | AA                                                          | Nilüfer Belediyespor                |
| Tatiana Soledad Rizzo                                       | 12                                                          | 1,78 m                                                      | 30. Dez. 1986                                               | L                                                           | Boca Juniors                        |
| Clarisa Sagardia                                            | 9                                                           | 1,74 m                                                      | 29. Juni 1989                                               | Z                                                           | Boca Juniors                        |
| Emilce Sosa                                                 | 10                                                          | 1,77 m                                                      | 11. Sep. 1987                                               | MB                                                          | Rio do Sul                          |
| Trainer: Guillermo Orduna, ; Co-Trainer: Guillermo Caceres, | Trainer: Guillermo Orduna, ; Co-Trainer: Guillermo Caceres, | Trainer: Guillermo Orduna, ; Co-Trainer: Guillermo Caceres, | Trainer: Guillermo Orduna, ; Co-Trainer: Guillermo Caceres, | Trainer: Guillermo Orduna, ; Co-Trainer: Guillermo Caceres, | Quelle: FIVB                        |

### Brasilien
Die brasilianischen Volleyballerinnen vertraten das Land des Gastgebers und waren deshalb als Teilnehmer gesetzt. Außerdem traten sie als Titelverteidiger an. In den Endspielen 2008 in Peking und 2012 in London setzten sie sich jeweils gegen die USA durch.
| Name                                                                        | Nr.                                                                         | Größe                                                                       | Geburtsdatum                                                                | Position                                                                    | Verein                           |
| --------------------------------------------------------------------------- | --------------------------------------------------------------------------- | --------------------------------------------------------------------------- | --------------------------------------------------------------------------- | --------------------------------------------------------------------------- | -------------------------------- |
| Juciely Cristina Barreto                                                    | 2                                                                           | 1,84 m                                                                      | 18. Dez. 1980                                                               | MB                                                                          | Rio de Janeiro VC                |
| Gabriela Braga Guimarães                                                    | 10                                                                          | 1,76 m                                                                      | 19. Mai 1994                                                                | AA                                                                          | Rio de Janeiro VC                |
| Jaqueline Carvalho                                                          | 8                                                                           | 1,86 m                                                                      | 31. Dez. 1983                                                               | AA                                                                          | Minas Tênis Clube                |
| Sheilla Castro                                                              | 13                                                                          | 1,85 m                                                                      | 1. Juli 1983                                                                | D                                                                           | Vakıfbank Güneş Sigorta İstanbul |
| Fabiana Claudino                                                            | 1                                                                           | 1,93 m                                                                      | 24. Jan. 1985                                                               | MB                                                                          | SESI São Paulo                   |
| Josefa Fabíola                                                              | 17                                                                          | 1,84 m                                                                      | 3. Feb. 1983                                                                | Z                                                                           | VBC Voléro Zürich                |
| Danielle Lins                                                               | 3                                                                           | 1,81 m                                                                      | 5. Jan. 1985                                                                | Z                                                                           | Osasco Voleibol Clube            |
| Thaísa Menezes                                                              | 6                                                                           | 1,96 m                                                                      | 15. Mai 1987                                                                | MB                                                                          | Osasco Voleibol Clube            |
| Natália Pereira                                                             | 12                                                                          | 1,83 m                                                                      | 4. Apr. 1989                                                                | AA                                                                          | Rio de Janeiro VC                |
| Fernanda Rodrigues                                                          | 16                                                                          | 1,79 m                                                                      | 10. Mai 1986                                                                | AA                                                                          | VK Dynamo Krasnodar              |
| Adenízia Silva                                                              | 5                                                                           | 1,85 m                                                                      | 18. Dez. 1986                                                               | MB                                                                          | Osasco Voleibol Clube            |
| Léia Silva                                                                  | 19                                                                          | 1,68 m                                                                      | 1. März 1985                                                                | L                                                                           |                                  |
| Trainer: José Roberto Guimarães, ; Co-Trainer: Paulo Do Rego Barros Junior, | Trainer: José Roberto Guimarães, ; Co-Trainer: Paulo Do Rego Barros Junior, | Trainer: José Roberto Guimarães, ; Co-Trainer: Paulo Do Rego Barros Junior, | Trainer: José Roberto Guimarães, ; Co-Trainer: Paulo Do Rego Barros Junior, | Trainer: José Roberto Guimarães, ; Co-Trainer: Paulo Do Rego Barros Junior, | Quelle: globo.com                |

### China
Die chinesischen Frauen waren seit den Spielen 1984 jedes Mal dabei. Damals gewannen sie gleich die Goldmedaille und 2004 konnten sie den Erfolg wiederholen. Für Rio qualifizierten sie sich als Sieger des Volleyball World Cup der Frauen 2015.
| Name                                         | Nr.                                          | Größe                                        | Geburtsdatum                                 | Position                                     | Verein              |
| -------------------------------------------- | -------------------------------------------- | -------------------------------------------- | -------------------------------------------- | -------------------------------------------- | ------------------- |
| Ding Xia                                     | 16                                           | 1,80 m                                       | 13. Jan. 1990                                | Z                                            | Liaoning            |
| Gong Xiangyu                                 | 6                                            | 1,86 m                                       | 21. Apr. 1997                                | D                                            | Jiangsu             |
| Hui Ruoqi                                    | 12                                           | 1,92 m                                       | 4. März 1991                                 | AA                                           | Jiangsu             |
| Lin Li                                       | 15                                           | 1,71 m                                       | 5. Juli 1992                                 | L                                            | Fujian              |
| Liu Xiaotong                                 | 10                                           | 1,88 m                                       | 16. Feb. 1990                                | AA                                           | Peking              |
| Wei Qiuyue                                   | 7                                            | 1,82 m                                       | 26. Sep. 1988                                | Z                                            | Tianjin             |
| Xu Yunli                                     | 11                                           | 1,95 m                                       | 2. Aug. 1987                                 | MB                                           | Fujian              |
| Yan Ni                                       | 17                                           | 1,92 m                                       | 2. März 1987                                 | MB                                           | Liaoning            |
| Yang Fangxu                                  | 3                                            | 1,90 m                                       | 6. Okt. 1994                                 | D                                            | Shandong            |
| Yuan Xinyue                                  | 1                                            | 1,99 m                                       | 21. Dez. 1996                                | MB                                           |                     |
| Zhang Changning                              | 9                                            | 1,93 m                                       | 6. Nov. 1995                                 | AA                                           | Jiangsu             |
| * Zhu Ting                                   | 2                                            | 1,95 m                                       | 29. Nov. 1994                                | AA                                           | Henan               |
| Trainer: Lang Ping, ; Co-Trainer: Lai Yawen, | Trainer: Lang Ping, ; Co-Trainer: Lai Yawen, | Trainer: Lang Ping, ; Co-Trainer: Lai Yawen, | Trainer: Lang Ping, ; Co-Trainer: Lai Yawen, | Trainer: Lang Ping, ; Co-Trainer: Lai Yawen, | Quelle: sina.com.cn |

### Italien
Die Italienerinnen waren seit 2000 immer dabei. Zuletzt belegten sie dreimal in Folge den fünften Rang. Die Qualifikation schafften sie bei einem Turnier in Japan.
| Name                                              | Nr.                                               | Größe                                             | Geburtsdatum                                      | Position                                          | Verein                  |
| ------------------------------------------------- | ------------------------------------------------- | ------------------------------------------------- | ------------------------------------------------- | ------------------------------------------------- | ----------------------- |
| Nadia Centoni                                     | 9                                                 | 1,82 m                                            | 19. Juni 1981                                     | AA                                                | Galatasaray Istanbul    |
| Cristina Chirichella                              | 11                                                | 1,95 m                                            | 10. Feb. 1994                                     | MB                                                | Igor Gorgonzola Novara  |
| Anna Danesi                                       | 20                                                | 1,95 m                                            | 20. Apr. 1996                                     | MB                                                | Club Italia             |
| Monica De Gennaro                                 | 6                                                 | 1,74 m                                            | 8. Jan. 1987                                      | L                                                 | Imoco Volley Conegliano |
| Antonella Del Core                                | 15                                                | 1,80 m                                            | 5. Nov. 1980                                      | AA                                                | VK Dynamo Kasan         |
| Valentina Diouf                                   | 17                                                | 2,02 m                                            | 10. Jan. 1993                                     | D                                                 | Liu Ju Modena           |
| Martina Guiggi                                    | 7                                                 | 1,87 m                                            | 1. Mai 1984                                       | MB                                                | Igor Gorgonzola Novara  |
| Eleonora Lo Bianco                                | 14                                                | 1,71 m                                            | 22. Dez. 1979                                     | Z                                                 | Galatasaray Istanbul    |
| Paola Ogechi Egonu                                | 18                                                | 1,90 m                                            | 18. Dez. 1998                                     | AA                                                | Club Italia             |
| Alessia Orro                                      | 4                                                 | 1,80 m                                            | 18. Juli 1998                                     | Z                                                 | Club Italia             |
| Serena Ortolani                                   | 1                                                 | 1,87 m                                            | 7. Jan. 1987                                      | D                                                 | Imoco Volley Conegliano |
| Miriam Sylla                                      | 16                                                | 1,84 m                                            | 8. Jan. 1995                                      | AA                                                | Foppapedretti Bergamo   |
| Trainer: Marco Bonitta, ; Co-Trainer: Fabio Soli, | Trainer: Marco Bonitta, ; Co-Trainer: Fabio Soli, | Trainer: Marco Bonitta, ; Co-Trainer: Fabio Soli, | Trainer: Marco Bonitta, ; Co-Trainer: Fabio Soli, | Trainer: Marco Bonitta, ; Co-Trainer: Fabio Soli, | Quelle: FIP             |

### Japan
Die japanischen Frauen waren bis auf 1980 bei jedem olympischen Turnier vertreten. Die größten Erfolge (Gold 1964 und 1976) lagen allerdings schon einige Jahrzehnte zurück. Den Startplatz in Rio erlangte Japan als beste asiatische Mannschaft beim Qualifikationsturnier im eigenen Land.
| Name                                                   | Nr.                                                    | Größe                                                  | Geburtsdatum                                           | Position                                               | Verein                     |
| ------------------------------------------------------ | ------------------------------------------------------ | ------------------------------------------------------ | ------------------------------------------------------ | ------------------------------------------------------ | -------------------------- |
| Erika Araki                                            | 11                                                     | 1,86 m                                                 | 3. Aug. 1984                                           | MB                                                     | Toyota Auto Body Queenseis |
| Yuki Ishii                                             | 12                                                     | 1,80 m                                                 | 8. Mai 1991                                            | AA                                                     | Hisamitsu Springs          |
| Saori Kimura                                           | 3                                                      | 1,85 m                                                 | 19. Aug. 1986                                          | AA                                                     | Toray Arrows               |
| Haruka Miyashita                                       | 2                                                      | 1,77 m                                                 | 1. Sep. 1994                                           | Z                                                      | Okayama Seagulls           |
| Yurie Nabeya                                           | 6                                                      | 1,76 m                                                 | 15. Dez. 1993                                          | AA                                                     | Denso Airybees             |
| Miyu Nagaoka                                           | 1                                                      | 1,79 m                                                 | 25. Juli 1991                                          | D                                                      | Hisamitsu Springs          |
| Saori Sakoda                                           | 16                                                     | 1,75 m                                                 | 18. Dez. 1987                                          | D                                                      | Toray Arrows               |
| Miya Sato                                              | 13                                                     | 1,75 m                                                 | 7. März 1990                                           | Z                                                      | Hitachi Rivale             |
| Haruyo Shimamura                                       | 9                                                      | 1,82 m                                                 | 4. März 1992                                           | MB                                                     | NEC Red Rockets            |
| Kanami Tashiro                                         | 20                                                     | 1,73 m                                                 | 25. März 1991                                          | Z                                                      | Toray Arrows               |
| Mai Yamaguchi                                          | 7                                                      | 1,76 m                                                 | 3. Juli 1983                                           | MB                                                     | Okayama Seagulls           |
| Kotoki Zayasu                                          | 18                                                     | 1,59 m                                                 | 11. Jan. 1990                                          | L                                                      | Hisamitsu Springs          |
| Trainer: Masayoshi Manabe, ; Co-Trainer: Gen Kawakita, | Trainer: Masayoshi Manabe, ; Co-Trainer: Gen Kawakita, | Trainer: Masayoshi Manabe, ; Co-Trainer: Gen Kawakita, | Trainer: Masayoshi Manabe, ; Co-Trainer: Gen Kawakita, | Trainer: Masayoshi Manabe, ; Co-Trainer: Gen Kawakita, | Quelle: JVA                |

### Kamerun
Die Nationalmannschaft Kameruns nahm zum ersten Mal am olympischen Turnier teil. Im Finale der afrikanischen Qualifikation setzte sich die Mannschaft gegen Ägypten durch.
| Name                                                      | Nr.                                                       | Größe                                                     | Geburtsdatum                                              | Position                                                  | Verein                     |
| --------------------------------------------------------- | --------------------------------------------------------- | --------------------------------------------------------- | --------------------------------------------------------- | --------------------------------------------------------- | -------------------------- |
| Théorine Christelle Aboa Mbeza                            | 5                                                         | 1,82 m                                                    | 25. Aug. 1992                                             | MB                                                        | FAP VB Yaoundé             |
| Berthrade Simone Flore Bikatal                            | 10                                                        | 1,83 m                                                    | 23. Juli 1992                                             | AA                                                        | Nyong-et-Kéllé             |
| Madeleine Samantha Bodo Essissima                         | 13                                                        | 1,82 m                                                    | 29. Apr. 1992                                             | Z                                                         | FAP VB Yaoundé             |
| Abdoulkarim Fawziya                                       | 12                                                        | 1,80 m                                                    | 1. März 1989                                              | AA                                                        | Bafia Volleyball Evolution |
| Stephanie Fotso Mogoung                                   | 1                                                         | 1,84 m                                                    | 25. Sep. 1987                                             | MB                                                        | VBC Chamalières            |
| Yolanda Juliana Amana Guigolo                             | 14                                                        | 1,84 m                                                    | 15. Sep. 1997                                             | Z                                                         | Bafia Volleyball Evolution |
| Henriette Nadege Koulla                                   | 7                                                         | 1,69 m                                                    | 14. Sep. 1992                                             | Z                                                         | Tremblay Athlétique Club   |
| Victoire Pauline L’Or Ngon Ntame                          | 11                                                        | 1,77 m                                                    | 31. Dez. 1985                                             | MB                                                        | INJS VB Yaoundé            |
| Laetitia Crescence Moma Bassoko                           | 6                                                         | 1,84 m                                                    | 9. Okt. 1993                                              | AA                                                        | VBC Chamalières            |
| Raissa Nasser                                             | 4                                                         | 1,73 m                                                    | 19. Aug. 1994                                             | L                                                         | La Rochelle Volley-Ball    |
| Christelle Tchoudjang Nana                                | 2                                                         | 1,84 m                                                    | 7. Juli 1989                                              | D                                                         | VBC Chamalières            |
| Emelda Piata Zessi                                        | 15                                                        | 1,90 m                                                    | 8. Apr. 1997                                              | MB                                                        | Bafia Volleyball Evolution |
| Trainer: Jean-Rene Akono, ; Co-Trainer: Joseph Nane Eone, | Trainer: Jean-Rene Akono, ; Co-Trainer: Joseph Nane Eone, | Trainer: Jean-Rene Akono, ; Co-Trainer: Joseph Nane Eone, | Trainer: Jean-Rene Akono, ; Co-Trainer: Joseph Nane Eone, | Trainer: Jean-Rene Akono, ; Co-Trainer: Joseph Nane Eone, | Quelle: FECA Volley        |

### Niederlande
Die Niederländerinnen waren zum dritten Mal bei einem olympischen Turnier. Ihr bislang bestes Ergebnis erreichten sie 1996 in Atlanta mit dem fünften Rang. Die Qualifikation für Rio schafften sie als Zweitplatzierte beim Turnier in Japan.
| Name                                                         | Nr.                                                          | Größe                                                        | Geburtsdatum                                                 | Position                                                     | Verein                           |
| ------------------------------------------------------------ | ------------------------------------------------------------ | ------------------------------------------------------------ | ------------------------------------------------------------ | ------------------------------------------------------------ | -------------------------------- |
| Maret Balkestein-Grothues                                    | 6                                                            | 1,80 m                                                       | 16. Sep. 1988                                                | AA                                                           | Trefl Sopot                      |
| Yvon Beliën                                                  | 3                                                            | 1,88 m                                                       | 28. Dez. 1993                                                | MB                                                           | Nordmeccanica Piacenza           |
| Anne Buijs                                                   | 11                                                           | 1,91 m                                                       | 2. Dez. 1991                                                 | AA                                                           | Vakıfbank Güneş Sigorta İstanbul |
| Robin De Kruijf                                              | 5                                                            | 1,92 m                                                       | 5. Mai 1991                                                  | MB                                                           | Vakıfbank Güneş Sigorta İstanbul |
| Laura Dijkema                                                | 14                                                           | 1,84 m                                                       | 18. Feb. 1990                                                | Z                                                            | Dresdner SC                      |
| Judith Pietersen                                             | 8                                                            | 1,88 m                                                       | 3. Juli 1989                                                 | D                                                            | Savino Del Bene Scandicci        |
| Celeste Plak                                                 | 4                                                            | 1,90 m                                                       | 26. Okt. 1995                                                | AA                                                           | Foppapedretti Bergamo            |
| Myrthe Schoot                                                | 9                                                            | 1,82 m                                                       | 29. Aug. 1988                                                | AA                                                           | Dresdner SC                      |
| Lonneke Slöetjes                                             | 10                                                           | 1,91 m                                                       | 15. Nov. 1990                                                | D                                                            | Vakıfbank Güneş Sigorta İstanbul |
| Debby Stam-Pilon                                             | 16                                                           | 1,84 m                                                       | 24. Juli 1984                                                | L                                                            | Rocheville Le Cannet             |
| Quinta Steenbergen                                           | 7                                                            | 1,89 m                                                       | 2. Apr. 1985                                                 | MB                                                           | VK Prostějov                     |
| Femke Stoltenborg                                            | 2                                                            | 1,89 m                                                       | 30. Juli 1991                                                | Z                                                            | Allianz MTV Stuttgart            |
| Trainer: Giovanni Guidetti, ; Co-Trainer: Saskia van Hintum, | Trainer: Giovanni Guidetti, ; Co-Trainer: Saskia van Hintum, | Trainer: Giovanni Guidetti, ; Co-Trainer: Saskia van Hintum, | Trainer: Giovanni Guidetti, ; Co-Trainer: Saskia van Hintum, | Trainer: Giovanni Guidetti, ; Co-Trainer: Saskia van Hintum, | Quelle: FIVB                     |

### Puerto Rico
Die puerto-ricanische Mannschaft war zum ersten Mal für die Olympischen Spiele qualifiziert. Sie setzte sich bei letzten Qualifikationsturnier gegen Konkurrenten aus Südamerika und Afrika durch.
| Name                                                      | Nr.                                                       | Größe                                                     | Geburtsdatum                                              | Position                                                  | Verein                  |
| --------------------------------------------------------- | --------------------------------------------------------- | --------------------------------------------------------- | --------------------------------------------------------- | --------------------------------------------------------- | ----------------------- |
| Aurea Cruz                                                | 9                                                         | 1,80 m                                                    | 10. Jan. 1982                                             | AA                                                        | Gigantes de Carolina    |
| Stephanie Enright                                         | 7                                                         | 1,79 m                                                    | 15. Dez. 1990                                             | AA                                                        | Criollas de Caguas      |
| Vilmarie Mojica                                           | 3                                                         | 1,80 m                                                    | 13. Aug. 1985                                             | Z                                                         | Valencianas de Juncos   |
| Lynda Morales                                             | 18                                                        | 1,88 m                                                    | 20. Mai 1988                                              | MB                                                        | Criollas de Caguas      |
| Karina Ocasio                                             | 11                                                        | 1,92 m                                                    | 1. Aug. 1985                                              | D                                                         | Criollas de Caguas      |
| Alexandra Oquendo                                         | 16                                                        | 1,89 m                                                    | 3. Feb. 1984                                              | MB                                                        | Lancheras de Cataño     |
| Diana Reyes                                               | 10                                                        | 1,91 m                                                    | 29. Apr. 1993                                             | MB                                                        | Criollas de Caguas      |
| Yarimar Rosa                                              | 6                                                         | 1,78 m                                                    | 20. Juni 1988                                             | AA                                                        | Valencianas de Juncos   |
| Daly Santana                                              | 15                                                        | 1,85 m                                                    | 19. Feb. 1995                                             | AA                                                        | Capitalinas de San Juan |
| Debora Seilhamer                                          | 1                                                         | 1,66 m                                                    | 4. Okt. 1985                                              | L                                                         | Lancheras de Cataño     |
| Natalia Valentín                                          | 14                                                        | 1,70 m                                                    | 12. Sep. 1989                                             | Z                                                         | Leonas de Ponce         |
| Shara Venegas                                             | 2                                                         | 1,73 m                                                    | 18. Sep. 1992                                             | L                                                         | Criollas de Caguas      |
| Trainer: Juan Carlos Nunez, ; Co-Trainer: Xiomara Molero, | Trainer: Juan Carlos Nunez, ; Co-Trainer: Xiomara Molero, | Trainer: Juan Carlos Nunez, ; Co-Trainer: Xiomara Molero, | Trainer: Juan Carlos Nunez, ; Co-Trainer: Xiomara Molero, | Trainer: Juan Carlos Nunez, ; Co-Trainer: Xiomara Molero, | Quelle: elnuevodia.com  |

### Russland
Die Russinnen (einschließlich der Sowjetunion) waren mit vier Gold- und fünf Silbermedaillen die erfolgreichste Nation bei den olympischen Turnieren der Frauen. Sie verpassten nur das Turnier 1984 durch den damaligen Boykott. In der europäischen Qualifikation setzten sie sich im Finale gegen die Niederlande durch.
| Name                                                    | Nr.                                                     | Größe                                                   | Geburtsdatum                                            | Position                                                | Verein                 |
| ------------------------------------------------------- | ------------------------------------------------------- | ------------------------------------------------------- | ------------------------------------------------------- | ------------------------------------------------------- | ---------------------- |
| Irina Fetissowa                                         | 14                                                      | 1,90 m                                                  | 7. Sep. 1994                                            | MB                                                      | VK Dynamo Moskau       |
| Jelena Jeschowa                                         | 3                                                       | 1,78 m                                                  | 14. Aug. 1977                                           | L                                                       | VK Dynamo Kasan        |
| Tatjana Sergejewna Koschelewa                           | 15                                                      | 1,91 m                                                  | 23. Dez. 1988                                           | AA                                                      | VK Dynamo Krasnodar    |
| Jekaterina Kosjanenko                                   | 10                                                      | 1,78 m                                                  | 2. Feb. 1990                                            | Z                                                       | VK Dynamo Moskau       |
| Anna Sergejewna Malowa                                  | 19                                                      | 1,75 m                                                  | 16. Apr. 1990                                           | L                                                       | VK Dynamo Moskau       |
| Darja Malygina                                          | 6                                                       | 2,02 m                                                  | 4. Apr. 1994                                            | D                                                       | VK Saretschje Odinzowo |
| Natalija Obmotschajewa                                  | 8                                                       | 1,94 m                                                  | 1. Juni 1989                                            | D                                                       | VK Dynamo Moskau       |
| Anastassija Sergejewna Samoilenko                       | 20                                                      | 1,92 m                                                  | 5. Okt. 1990                                            | MB                                                      | VK Dynamo Krasnodar    |
| Irina Sarjaschko                                        | 4                                                       | 1,96 m                                                  | 4. Okt. 1991                                            | MB                                                      | VK Uralotschka-NTMK    |
| Jana Schtscherban                                       | 1                                                       | 1,85 m                                                  | 6. Sep. 1989                                            | AA                                                      | VK Dynamo Moskau       |
| Wera Wetrowa                                            | 9                                                       | 1,80 m                                                  | 21. Aug. 1986                                           | Z                                                       | VK Dynamo Moskau       |
| Irina Woronkowa                                         | 16                                                      | 1,90 m                                                  | 20. Okt. 1995                                           | AA                                                      | VK Saretschje Odinzowo |
| Trainer: Juri Maritschew, ; Co-Trainer: Igor Kurnossow, | Trainer: Juri Maritschew, ; Co-Trainer: Igor Kurnossow, | Trainer: Juri Maritschew, ; Co-Trainer: Igor Kurnossow, | Trainer: Juri Maritschew, ; Co-Trainer: Igor Kurnossow, | Trainer: Juri Maritschew, ; Co-Trainer: Igor Kurnossow, | Quelle: rsport.ru      |

### Serbien
Die serbischen Frauen wurden bei ihren ersten beiden Olympiateilnahmen 2008 Fünfte und 2012 Elfte. Für Rio qualifizierten sie sich als Zweite des Volleyball World Cup der Frauen 2015.
| Name                                                   | Nr.                                                    | Größe                                                  | Geburtsdatum                                           | Position                                               | Verein                           |
| ------------------------------------------------------ | ------------------------------------------------------ | ------------------------------------------------------ | ------------------------------------------------------ | ------------------------------------------------------ | -------------------------------- |
| Tijana Bošković                                        | 19                                                     | 1,93 m                                                 | 8. März 1997                                           | D                                                      | Eczacıbaşı Istanbul              |
| Jovana Brakočević                                      | 2                                                      | 1,96 m                                                 | 5. März 1988                                           | D                                                      | Vakıfbank Güneş Sigorta İstanbul |
| Bianka Buša                                            | 1                                                      | 1,87 m                                                 | 25. Juli 1994                                          | AA                                                     | CSM Târgoviște                   |
| Tijana Malešević                                       | 6                                                      | 1,85 m                                                 | 18. März 1991                                          | AA                                                     | Igor Gorgonzola Novara           |
| Brankica Mihajlović                                    | 9                                                      | 1,90 m                                                 | 13. Apr. 1991                                          | AA                                                     | Fenerbahçe İstanbul              |
| Jelena Nikolić                                         | 12                                                     | 1,94 m                                                 | 13. Apr. 1982                                          | AA                                                     | Bursa Büyükşehir Belediye Spor   |
| Maja Ognjenović                                        | 10                                                     | 1,83 m                                                 | 6. Aug. 1984                                           | Z                                                      | Nordmeccanica Piacenza           |
| Silvija Popović                                        | 17                                                     | 1,78 m                                                 | 15. März 1986                                          | L                                                      | VBC Voléro Zürich                |
| Milena Rašić                                           | 16                                                     | 1,91 m                                                 | 25. Okt. 1990                                          | MB                                                     | Vakıfbank Güneş Sigorta İstanbul |
| Jovana Stevanović                                      | 15                                                     | 1,92 m                                                 | 30. Juni 1992                                          | MB                                                     | Pomì Casalmaggiore               |
| Stefana Veljković                                      | 11                                                     | 1,90 m                                                 | 9. Jan. 1990                                           | MB                                                     | Chemik Police                    |
| Bojana Živković                                        | 4                                                      | 1,86 m                                                 | 29. März 1988                                          | Z                                                      | VBC Voléro Zürich                |
| Trainer: Zoran Terzić, ; Co-Trainer: Branko Kovačević, | Trainer: Zoran Terzić, ; Co-Trainer: Branko Kovačević, | Trainer: Zoran Terzić, ; Co-Trainer: Branko Kovačević, | Trainer: Zoran Terzić, ; Co-Trainer: Branko Kovačević, | Trainer: Zoran Terzić, ; Co-Trainer: Branko Kovačević, | Quelle: zurnal.rs                |

### Südkorea
Die südkoreanische Mannschaft nahm zum zwölften Mal an einem olympischen Turnier teil. Sie schaffte die Qualifikation beim internationalen Turnier in Japan.
| Name                                               | Nr. | Größe  | Geburtsdatum  | Position | Verein                                       |
| -------------------------------------------------- | --- | ------ | ------------- | -------- | -------------------------------------------- |
| Kim Hae-ran                                        | 5   | 1,68 m | 16. März 1984 | L        | Daejeon Korea Ginseng                        |
| Kim Hee-jin                                        | 4   | 1,85 m | 29. Apr. 1991 | D        | Hwaseong IBK Altos                           |
| Yeum Hye-seon                                      | 17  | 1,76 m | 3. Feb. 1991  | Z        | Suwon Hyundai Engineering & Construction     |
| Lee Hyo-hee                                        | 3   | 1,73 m | 9. Sep. 1980  | Z        | Gyeongbuk Gimcheon                           |
| Yang Hyo-jin                                       | 14  | 1,90 m | 14. Dez. 1989 | MB       | Suwon Hyundai Engineering & Construction     |
| Lee Jae-yeong                                      | 7   | 1,78 m | 15. Okt. 1996 | AA       | Incheon Heungkuk Life Insurance Pink Spiders |
| Park Jeong-ah                                      | 13  | 1,86 m | 26. März 1993 | AA       | Hwaseong IBK Altos                           |
| Nam Jie-youn                                       | 8   | 1,71 m | 25. Mai 1983  | AA       | Hwaseong IBK Altos                           |
| Kim Su-ji                                          | 11  | 1,87 m | 11. Juli 1987 | MB       | Incheon Heungkuk Life Insurance Pink Spiders |
| Kim Yeon-koung                                     | 10  | 1,92 m | 26. Feb. 1988 | AA       | Fenerbahçe İstanbul                          |
| Bae Yoo-na                                         | 16  | 1,82 m | 30. Nov. 1989 | MB       | Gyeongbuk Gimcheon                           |
| Hwang Youn-joo                                     | 6   | 1,77 m | 13. Aug. 1986 | D        | Suwon Hyundai Engineering & Construction     |
| Trainer: Lee Jung-Chul, ; Co-Trainer: Lim Sunghan, |     |        |               |          |                                              |

### Vereinigte Staaten
Das US-Team stand 1984 sowie 2008 und 2012 jeweils im olympischen Finale, musste sich dabei aber zunächst China und zuletzt zweimal den Brasilianerinnen geschlagen geben. In der NORCECA-Qualifikation für Rio setzten sich die US-Amerikanerinnen ohne Niederlage durch.
| Name                                                   | Nr.                                                    | Größe                                                  | Geburtsdatum                                           | Position                                               | Verein                           |
| ------------------------------------------------------ | ------------------------------------------------------ | ------------------------------------------------------ | ------------------------------------------------------ | ------------------------------------------------------ | -------------------------------- |
| Rachael Adams                                          | 5                                                      | 1,88 m                                                 | 3. Juni 1990                                           | MB                                                     | Imoco Volley Conegliano          |
| Foluke Akinradewo                                      | 16                                                     | 1,91 m                                                 | 5. Okt. 1987                                           | MB                                                     | VBC Voléro Zürich                |
| Kayla Banwarth                                         | 2                                                      | 1,78 m                                                 | 21. Jan. 1989                                          | L                                                      |                                  |
| Alisha Glass                                           | 1                                                      | 1,84 m                                                 | 5. Apr. 1988                                           | Z                                                      | Imoco Volley Conegliano          |
| Christa Harmotto                                       | 13                                                     | 1,88 m                                                 | 12. Okt. 1986                                          | MB                                                     | Fenerbahçe İstanbul              |
| Kimberly Hill                                          | 15                                                     | 1,93 m                                                 | 30. Nov. 1989                                          | AA                                                     | Vakıfbank Güneş Sigorta İstanbul |
| Jordan Larson                                          | 10                                                     | 1,88 m                                                 | 16. Okt. 1986                                          | AA                                                     | Eczacıbaşı Istanbul              |
| Carli Lloyd                                            | 6                                                      | 1,80 m                                                 | 6. Aug. 1989                                           | Z                                                      | Pomì Casalmaggiore               |
| Karsta Lowe                                            | 25                                                     | 1,93 m                                                 | 2. Feb. 1993                                           | D                                                      | Yamamay Busto Arsizio            |
| Kelly Murphy                                           | 12                                                     | 1,88 m                                                 | 20. Okt. 1989                                          | D                                                      | Ageo Medics                      |
| Kelsey Robinson                                        | 23                                                     | 1,88 m                                                 | 25. Juni 1992                                          | AA                                                     | Imoco Volley Conegliano          |
| Courtney Thompson                                      | 3                                                      | 1,70 m                                                 | 4. Nov. 1984                                           | Z                                                      | Rio de Janeiro VC                |
| Trainer: Charles Kiraly, ; Co-Trainer: Jamie Morrison, | Trainer: Charles Kiraly, ; Co-Trainer: Jamie Morrison, | Trainer: Charles Kiraly, ; Co-Trainer: Jamie Morrison, | Trainer: Charles Kiraly, ; Co-Trainer: Jamie Morrison, | Trainer: Charles Kiraly, ; Co-Trainer: Jamie Morrison, | Quelle: FIVB                     |

## Männer

### Ägypten
Die Ägypter waren bisher bei drei olympischen Turnieren vertreten; das beste Ergebnis war dabei der zehnte Platz 1984. Das Finale der afrikanischen Qualifikation gewann Ägypten gegen Tunesien.
| Name                                                            | Nr.                                                             | Größe                                                           | Geburtsdatum                                                    | Position                                                        | Verein               |
| --------------------------------------------------------------- | --------------------------------------------------------------- | --------------------------------------------------------------- | --------------------------------------------------------------- | --------------------------------------------------------------- | -------------------- |
| Hossam Abdalla                                                  | 12                                                              | 2,03 m                                                          | 16. Feb. 1988                                                   | Z                                                               | Al Ahly Volleyball   |
| Ahmed Abdelaal                                                  | 22                                                              | 1,88 m                                                          | 8. Juni 1989                                                    | L                                                               |                      |
| Ahmed Abdelhay                                                  | 4                                                               | 1,97 m                                                          | 19. Aug. 1984                                                   | D                                                               |                      |
| Mamdouh Abdelrehim                                              | 6                                                               | 2,07 m                                                          | 5. Aug. 1989                                                    | MB                                                              |                      |
| Abd Elhalim Mohamed Abou                                        | 3                                                               | 2,10 m                                                          | 3. Juni 1989                                                    | MB                                                              | Al Ahly Volleyball   |
| Ashraf Abouelhassan                                             | 7                                                               | 1,86 m                                                          | 17. Mai 1975                                                    | Z                                                               | Al Zamalek SC        |
| Ahmed Afifi                                                     | 11                                                              | 1,94 m                                                          | 30. März 1988                                                   | AA                                                              | Al Zamalek SC        |
| Ahmed Elkotb                                                    | 15                                                              | 1,97 m                                                          | 23. Juli 1991                                                   | D                                                               | Al Ahly Volleyball   |
| Omar Hassan                                                     | 14                                                              | 1,94 m                                                          | 4. Apr. 1991                                                    | AA                                                              |                      |
| Mohamed Masoud                                                  | 10                                                              | 2,11 m                                                          | 1. Mai 1994                                                     | MB                                                              | Smouha SC            |
| Badawy Mohamed Moneim                                           | 13                                                              | 1,95 m                                                          | 11. Jan. 1986                                                   | AA                                                              | Al Zamalek SC        |
| Mohamed Thakil                                                  | 8                                                               | 1,84 m                                                          | 12. Juli 1986                                                   | AA                                                              |                      |
| Trainer: Sherif Hamdy El Shemerly, ; Co-Trainer: Nehad Shehata, | Trainer: Sherif Hamdy El Shemerly, ; Co-Trainer: Nehad Shehata, | Trainer: Sherif Hamdy El Shemerly, ; Co-Trainer: Nehad Shehata, | Trainer: Sherif Hamdy El Shemerly, ; Co-Trainer: Nehad Shehata, | Trainer: Sherif Hamdy El Shemerly, ; Co-Trainer: Nehad Shehata, | Quelle: NBC Olympics |

### Argentinien
Die Argentinier waren seit 1984 bislang sechsmal bei Olympischen Spielen und schafften mit der Bronzemedaille 1988 ihren größten Erfolg. Bei der südamerikanischen Qualifikation blieben sie ohne Niederlage.
| Name                                                  | Nr.                                                   | Größe                                                 | Geburtsdatum                                          | Position                                              | Verein                            |
| ----------------------------------------------------- | ----------------------------------------------------- | ----------------------------------------------------- | ----------------------------------------------------- | ----------------------------------------------------- | --------------------------------- |
| Nicolas Bruno                                         | 1                                                     | 1,87 m                                                | 24. Feb. 1989                                         | AA                                                    | Club Ciudad de Bolívar            |
| Facundo Conte                                         | 7                                                     | 1,97 m                                                | 25. Aug. 1989                                         | AA                                                    | Skra Bełchatów                    |
| Pablo Crer                                            | 14                                                    | 2,02 m                                                | 12. Juni 1989                                         | MB                                                    | Club Ciudad de Bolívar            |
| Luciano De Cecco                                      | 15                                                    | 1,91 m                                                | 2. Juni 1988                                          | Z                                                     | Sir Safety Perugia                |
| Alexis González                                       | 16                                                    | 1,84 m                                                | 21. Juli 1981                                         | L                                                     | Club Ciudad de Bolívar            |
| Demián González                                       | 8                                                     | 1,92 m                                                | 21. Feb. 1983                                         | Z                                                     | Vôlei Brasil Kirin                |
| Bruno Lima                                            | 12                                                    | 1,98 m                                                | 4. Feb. 1996                                          | D                                                     | Club Obras Sanitarias de San Juan |
| Ezequiel Palacios                                     | 13                                                    | 1,98 m                                                | 2. Okt. 1992                                          | AA                                                    | La Unión de Formosa               |
| Cristian Poglajen                                     | 6                                                     | 1,95 m                                                | 14. Juli 1989                                         | D                                                     | Montes Claros Vôlei               |
| Martin Ramos                                          | 4                                                     | 1,97 m                                                | 26. Aug. 1991                                         | MB                                                    | UPCN San Juan Vóley               |
| Facundo Santucci                                      | 18                                                    | 1,85 m                                                | 6. März 1987                                          | L                                                     | Spacer's Toulouse Volley          |
| Sebastián Solé                                        | 11                                                    | 2,00 m                                                | 12. Juni 1991                                         | MB                                                    | Trentino Volley                   |
| Trainer: Julio Velasco, ; Co-Trainer: Julian Alvarez, | Trainer: Julio Velasco, ; Co-Trainer: Julian Alvarez, | Trainer: Julio Velasco, ; Co-Trainer: Julian Alvarez, | Trainer: Julio Velasco, ; Co-Trainer: Julian Alvarez, | Trainer: Julio Velasco, ; Co-Trainer: Julian Alvarez, | Quelle: FEVA                      |

### Brasilien
Die Brasilianer vertraten das Land des Gastgeber und waren deshalb gesetzt. Sie waren bei allen olympischen Turnieren vertreten und gewannen zweimal Gold und dreimal Silber. Die letzten beiden Endspiele verloren sie gegen die USA und Russland.
| Name                                                        | Nr.                                                         | Größe                                                       | Geburtsdatum                                                | Position                                                    | Verein              |
| ----------------------------------------------------------- | ----------------------------------------------------------- | ----------------------------------------------------------- | ----------------------------------------------------------- | ----------------------------------------------------------- | ------------------- |
| William Arjona                                              | 7                                                           | 1,85 m                                                      | 31. Juli 1979                                               | Z                                                           | Sada Cruzeiro Vôlei |
| Mauricio Borges Almeida Silva                               | 19                                                          | 1,99 m                                                      | 4. Feb. 1989                                                | AA                                                          | Arkasspor İzmir     |
| Eder Carbonera                                              | 3                                                           | 2,05 m                                                      | 19. Okt. 1983                                               | MB                                                          | Funvic Taubaté      |
| Wallace de Souza                                            | 4                                                           | 1,98 m                                                      | 26. Juni 1987                                               | D                                                           | Sada Cruzeiro Vôlei |
| Sérgio Dutra Santos                                         | 10                                                          | 1,84 m                                                      | 15. Okt. 1975                                               | L                                                           | SESI São Paulo      |
| Evandro Guerra                                              | 17                                                          | 2,07 m                                                      | 27. Dez. 1981                                               | D                                                           | Suntory Sunbirds    |
| Ricardo Lucarelli Santos de Souza                           | 18                                                          | 1,95 m                                                      | 14. Feb. 1992                                               | AA                                                          | Funvic Taubaté      |
| Luiz Felipe Marques Fonteles                                | 12                                                          | 1,96 m                                                      | 19. Juni 1984                                               | AA                                                          | Funvic Taubaté      |
| Bruno Rezende                                               | 1                                                           | 1,90 m                                                      | 2. Juli 1986                                                | Z                                                           | Pallavolo Modena    |
| Lucas Saatkamp                                              | 16                                                          | 2,09 m                                                      | 6. März 1986                                                | MB                                                          | Pallavolo Modena    |
| Douglas Souza                                               | 14                                                          | 1,99 m                                                      | 20. Aug. 1995                                               | AA                                                          | SESI São Paulo      |
| Mauricio Souza                                              | 13                                                          | 2,09 m                                                      | 29. Sep. 1988                                               | MB                                                          | Funvic Taubaté      |
| Trainer: Bernardo Rezende, ; Co-Trainer: Roberley Leonaldo, | Trainer: Bernardo Rezende, ; Co-Trainer: Roberley Leonaldo, | Trainer: Bernardo Rezende, ; Co-Trainer: Roberley Leonaldo, | Trainer: Bernardo Rezende, ; Co-Trainer: Roberley Leonaldo, | Trainer: Bernardo Rezende, ; Co-Trainer: Roberley Leonaldo, | Quelle: globo.com   |

### Frankreich
Die Franzosen waren bisher bei drei olympischen Turnieren vertreten und schafften bei ihrer ersten Teilnahme 1988 mit dem achten Platz ihr bestes Ergebnis. Für Rio qualifizierten sie sich als Dritter des Turniers in Japan.
| Name                                                     | Nr.                                                      | Größe                                                    | Geburtsdatum                                             | Position                                                 | Verein                 |
| -------------------------------------------------------- | -------------------------------------------------------- | -------------------------------------------------------- | -------------------------------------------------------- | -------------------------------------------------------- | ---------------------- |
| Trévor Clévenot                                          | 5                                                        | 1,99 m                                                   | 28. Juni 1994                                            | AA                                                       | Pallavolo Piacenza     |
| Jenia Grebennikov                                        | 2                                                        | 1,88 m                                                   | 13. Aug. 1990                                            | L                                                        | Lube Macerata          |
| Franck Lafitte                                           | 17                                                       | 2,03 m                                                   | 8. März 1989                                             | MB                                                       | Arago de Sète          |
| Nicolas Le Goff                                          | 14                                                       | 2,06 m                                                   | 12. Feb. 1992                                            | MB                                                       | Istanbul BBSK          |
| Kévin Le Roux                                            | 10                                                       | 2,09 m                                                   | 11. Mai 1989                                             | MB                                                       | Pallavolo Modena       |
| Nicolas Maréchal                                         | 16                                                       | 1,98 m                                                   | 4. März 1987                                             | AA                                                       | Istanbul BBSK          |
| Earvin N’Gapeth                                          | 9                                                        | 1,94 m                                                   | 12. Feb. 1991                                            | AA                                                       | Pallavolo Modena       |
| Pierre Pujol                                             | 13                                                       | 1,86 m                                                   | 13. Juli 1984                                            | Z                                                        | AS Cannes              |
| Thibault Rossard                                         | 18                                                       | 1,93 m                                                   | 28. Aug. 1993                                            | AA                                                       | Asseco Resovia Rzeszów |
| Antonin Rouzier                                          | 4                                                        | 2,00 m                                                   | 18. Aug. 1986                                            | AA                                                       | Istanbul BBSK          |
| Kévin Tillie                                             | 7                                                        | 2,00 m                                                   | 2. Nov. 1990                                             | L                                                        | Zaksa Kędzierzyn-Koźle |
| Benjamin Toniutti                                        | 6                                                        | 1,83 m                                                   | 30. Okt. 1989                                            | Z                                                        | Zaksa Kędzierzyn-Koźle |
| Trainer: Laurent Tillie, ; Co-Trainer: Arnaud Josserand, | Trainer: Laurent Tillie, ; Co-Trainer: Arnaud Josserand, | Trainer: Laurent Tillie, ; Co-Trainer: Arnaud Josserand, | Trainer: Laurent Tillie, ; Co-Trainer: Arnaud Josserand, | Trainer: Laurent Tillie, ; Co-Trainer: Arnaud Josserand, | Quelle: FIVB           |

### Iran
Die iranische Mannschaft qualifizierte sich zum ersten Mal für die Olympischen Spiele. Dies gelang ihr als beste asiatische Mannschaft beim Turnier in Japan.
| Name                                                      | Nr.                                                       | Größe                                                     | Geburtsdatum                                              | Position                                                  | Verein                |
| --------------------------------------------------------- | --------------------------------------------------------- | --------------------------------------------------------- | --------------------------------------------------------- | --------------------------------------------------------- | --------------------- |
| Milad Ebadipour                                           | 2                                                         | 1,96 m                                                    | 17. Okt. 1993                                             | AA                                                        | Shahrdari Urmia       |
| Farhad Ghaemi                                             | 5                                                         | 1,97 m                                                    | 28. Aug. 1989                                             | AA                                                        | Paykan Teheran        |
| Amir Ghafour                                              | 10                                                        | 2,02 m                                                    | 6. Juni 1991                                              | AA                                                        | Paykan Teheran        |
| Adel Gholami                                              | 9                                                         | 1,95 m                                                    | 9. Feb. 1986                                              | MB                                                        | Sarmayeh Bank Teheran |
| Mahdi Mahdavi                                             | 13                                                        | 1,91 m                                                    | 13. Feb. 1984                                             | Z                                                         | Sarmayeh Bank Teheran |
| Shahram Mahmoudi                                          | 1                                                         | 1,98 m                                                    | 20. Juli 1988                                             | AA                                                        | Sarmayeh Bank Teheran |
| Mohammadjavad Manavinezhad                                | 14                                                        | 2,00 m                                                    | 27. Nov. 1995                                             | AA                                                        | Paykan Teheran        |
| Mahdi Marandi                                             | 19                                                        | 1,72 m                                                    | 12. Mai 1986                                              | L                                                         | Paykan Teheran        |
| Saeid Marouf                                              | 4                                                         | 1,89 m                                                    | 20. Okt. 1985                                             | Z                                                         | Shahrdari Urmia       |
| Mojtaba Mirzajanpour                                      | 12                                                        | 2,05 m                                                    | 7. Okt. 1991                                              | AA                                                        | Paykan Teheran        |
| Seyed Mohammad Mousavi                                    | 6                                                         | 2,03                                                      | 22. Aug. 1987                                             | MB                                                        | Sarmayeh Bank Teheran |
| Mostafa Sharifat                                          | 15                                                        | 2,04 m                                                    | 16. Sep. 1987                                             | MB                                                        | Matin Varamin         |
| Hamzeh Zarini                                             | 7                                                         | 1,98 m                                                    | 18. Okt. 1985                                             | AA                                                        | Kalleh Mazandaran VC  |
| Trainer: Raúl Lozano, ; Co-Trainer: Juan Manuel Cichello, | Trainer: Raúl Lozano, ; Co-Trainer: Juan Manuel Cichello, | Trainer: Raúl Lozano, ; Co-Trainer: Juan Manuel Cichello, | Trainer: Raúl Lozano, ; Co-Trainer: Juan Manuel Cichello, | Trainer: Raúl Lozano, ; Co-Trainer: Juan Manuel Cichello, | Quelle: FIVB          |

### Italien
Die Italiener waren seit 1976 bei jedem olympischen Turnier vertreten. Ihre größten Erfolge waren dabei die Silbermedaillen 1996 und 2004. Für Rio qualifizierten sie sich als Zweitplatzierte beim Volleyball World Cup der Männer 2015.
| Name                                                          | Nr.                                                           | Größe                                                         | Geburtsdatum                                                  | Position                                                      | Verein             |
| ------------------------------------------------------------- | ------------------------------------------------------------- | ------------------------------------------------------------- | ------------------------------------------------------------- | ------------------------------------------------------------- | ------------------ |
| Oleg Antonov                                                  | 16                                                            | 1,98 m                                                        | 28. Juli 1988                                                 | AA                                                            | Trentino Volley    |
| Emanuele Birarelli                                            | 15                                                            | 2,02 m                                                        | 8. Feb. 1981                                                  | MB                                                            | Sir Safety Perugia |
| Simone Buti                                                   | 11                                                            | 2,06 m                                                        | 19. Sep. 1983                                                 | MB                                                            | Sir Safety Perugia |
| Massimo Colaci                                                | 13                                                            | 1,80 m                                                        | 21. Feb. 1985                                                 | L                                                             | Trentino Volley    |
| Simone Giannelli                                              | 6                                                             | 1,98 m                                                        | 9. Aug. 1996                                                  | Z                                                             | Trentino Volley    |
| Osmany Juantorena                                             | 5                                                             | 2,00 m                                                        | 12. Aug. 1985                                                 | AA                                                            | Lube Macerata      |
| Filippo Lanza                                                 | 10                                                            | 1,98 m                                                        | 3. März 1991                                                  | AA                                                            | Trentino Volley    |
| Matteo Piano                                                  | 14                                                            | 2,08 m                                                        | 24. Okt. 1990                                                 | MB                                                            | Pallavolo Modena   |
| Salvatore Rossini                                             | 7                                                             | 1,85 m                                                        | 13. Juli 1986                                                 | L                                                             | Pallavolo Modena   |
| Pasquale Sottile                                              | 3                                                             | 1,86 m                                                        | 17. Aug. 1979                                                 | Z                                                             | Andreoli Latina    |
| Luca Vettori                                                  | 4                                                             | 2,00 m                                                        | 26. Apr. 1991                                                 | D                                                             | Pallavolo Modena   |
| Ivan Zaytsev                                                  | 9                                                             | 2,04 m                                                        | 2. Okt. 1988                                                  | D                                                             | VK Dynamo Moskau   |
| Trainer: Gianlorenzo Blengini, ; Co-Trainer: Giampaolo Medei, | Trainer: Gianlorenzo Blengini, ; Co-Trainer: Giampaolo Medei, | Trainer: Gianlorenzo Blengini, ; Co-Trainer: Giampaolo Medei, | Trainer: Gianlorenzo Blengini, ; Co-Trainer: Giampaolo Medei, | Trainer: Gianlorenzo Blengini, ; Co-Trainer: Giampaolo Medei, | Quelle: FIP        |

### Kanada
Die kanadische Mannschaft nahm bisher an drei olympischen Turnieren teil und verpasste 1984 als Vierter nur knapp eine Medaille. Die Qualifikation für Rio schaffte Kanada beim Turnier in Japan.
| Name                                                 | Nr.                                                  | Größe                                                | Geburtsdatum                                         | Position                                             | Verein                        |
| ---------------------------------------------------- | ---------------------------------------------------- | ---------------------------------------------------- | ---------------------------------------------------- | ---------------------------------------------------- | ----------------------------- |
| Blair Cameron Bann                                   | 19                                                   | 1,85 m                                               | 26. Feb. 1988                                        | L                                                    | SWD Powervolleys Düren        |
| Jay Blankenau                                        | 21                                                   | 1,94 m                                               | 27. Sep. 1989                                        | Z                                                    | SWD Powervolleys Düren        |
| Justin Duff                                          | 6                                                    | 2,00 m                                               | 10. Mai 1988                                         | MB                                                   | Benfica Lissabon              |
| Nicholas Hoag                                        | 4                                                    | 2,00 m                                               | 19. Aug. 1992                                        | AA                                                   | Paris Volley                  |
| Daniel Cornelius Jansen Vandoorn                     | 11                                                   | 2,07 m                                               | 21. März 1990                                        | MB                                                   | Pamvohaikos VC                |
| Steven Marshall                                      | 22                                                   | 1,93 m                                               | 23. Nov. 1989                                        | AA                                                   | Berlin Recycling Volleys      |
| John Gordon Perrin                                   | 2                                                    | 2,01 m                                               | 17. Aug. 1989                                        | AA                                                   | Pallavolo Piacenza            |
| Tyler Sanders                                        | 1                                                    | 1,91 m                                               | 14. Dez. 1991                                        | Z                                                    | MKS Będzin                    |
| Gavin Schmitt                                        | 12                                                   | 2,08 m                                               | 27. Jan. 1986                                        | D                                                    | Funvic Taubaté                |
| Rudy Verhoeff                                        | 5                                                    | 1,98 m                                               | 24. Juni 1989                                        | D                                                    | SWD Powervolleys Düren        |
| Graham Vigrass                                       | 17                                                   | 2,05 m                                               | 17. Juni 1989                                        | MB                                                   | Arkasspor İzmir               |
| Frederic Winters                                     | 15                                                   | 1,95 m                                               | 25. Sep. 1982                                        | AA                                                   | Sada Cruzeiro Vôlei           |
| Trainer: Glenn Hoag, ; Co-Trainer: Vincent Pichette, | Trainer: Glenn Hoag, ; Co-Trainer: Vincent Pichette, | Trainer: Glenn Hoag, ; Co-Trainer: Vincent Pichette, | Trainer: Glenn Hoag, ; Co-Trainer: Vincent Pichette, | Trainer: Glenn Hoag, ; Co-Trainer: Vincent Pichette, | Quelle: Canadian Olympic Team |

### Kuba
Die Kubaner war bisher bei sechs olympischen Turnieren dabei und gewann 1976 die Bronzemedaille. Die NORCECA-Qualifikation für Rio überstand die Mannschaft ohne Satzverlust.
| Name                                                                  | Nr.                                                                   | Größe                                                                 | Geburtsdatum                                                          | Position                                                              | Verein                  |
| --------------------------------------------------------------------- | --------------------------------------------------------------------- | --------------------------------------------------------------------- | --------------------------------------------------------------------- | --------------------------------------------------------------------- | ----------------------- |
| Javier Octavio Concepción Rojas                                       | 5                                                                     | 2,00 m                                                                | 27. Dez. 1997                                                         | MB                                                                    | La Habana               |
| Darienn Ferrer Delís                                                  | 10                                                                    | 2,02 m                                                                | 31. Okt. 1982                                                         | MB                                                                    | Santiago de Cuba        |
| Yonder Román García Álvarez                                           | 7                                                                     | 1,83 m                                                                | 26. Feb. 1993                                                         | L                                                                     | Ciudad Habana           |
| Adrián Eduardo Goide Arredondo                                        | 21                                                                    | 1,91 m                                                                | 26. Juni 1998                                                         | Z                                                                     | Santi Spiritus          |
| Yosvani González Nicolás                                              | 1                                                                     | 1,96 m                                                                | 18. Apr. 1988                                                         | Z                                                                     | La Habana               |
| Javier Ernesto Jiménez Scull                                          | 4                                                                     | 1,98 m                                                                | 16. Nov. 1989                                                         | AA                                                                    | Matanzas                |
| Miguel Ángel López Castro                                             | 18                                                                    | 1,89 m                                                                | 25. März 1997                                                         | AA                                                                    | Cienfuegos              |
| Osniel Lazaro Melgarejo Hernandez                                     | 6                                                                     | 2,02 m                                                                | 26. Okt. 1996                                                         | AA                                                                    | Santi Spiritus          |
| Liván Osoria Rodríguez                                                | 9                                                                     | 2,01 m                                                                | 5. Feb. 1994                                                          | MB                                                                    | Santiago de Cuba        |
| Osniel Cecilio Rendón González                                        | 6                                                                     | 2,02 m                                                                | 26. Okt. 1996                                                         | D                                                                     | Matanzas                |
| Mario Luis Rivera Sánchez                                             | 13                                                                    | 1,80 m                                                                | 26. Okt. 1982                                                         | AA                                                                    | Pinar del Río           |
| Reinier Rojas Cohimbra                                                | 17                                                                    | 1,90 m                                                                | 31. Juli 1986                                                         |                                                                       | La Habana               |
| Trainer: Nicolas Vives Coffigny, ; Co-Trainer: Ariel Sainz Rodriguez, | Trainer: Nicolas Vives Coffigny, ; Co-Trainer: Ariel Sainz Rodriguez, | Trainer: Nicolas Vives Coffigny, ; Co-Trainer: Ariel Sainz Rodriguez, | Trainer: Nicolas Vives Coffigny, ; Co-Trainer: Ariel Sainz Rodriguez, | Trainer: Nicolas Vives Coffigny, ; Co-Trainer: Ariel Sainz Rodriguez, | Quelle: trabajadores.cu |

### Mexiko
Die Mexikaner waren bisher nur als Gastgeber der Olympischen Spiele 1968 qualifiziert und wurden damals Letzter. Auch bei der Qualifikation für Rio nutzten sie die letzte Chance beim
Turnier im eigenen Land.
| Name                                                                           | Nr.                                                                            | Größe                                                                          | Geburtsdatum                                                                   | Position                                                                       | Verein            |
| ------------------------------------------------------------------------------ | ------------------------------------------------------------------------------ | ------------------------------------------------------------------------------ | ------------------------------------------------------------------------------ | ------------------------------------------------------------------------------ | ----------------- |
| Tomas Aguilera                                                                 | 14                                                                             | 2,02 m                                                                         | 15. Nov. 1988                                                                  | MB                                                                             | Chihuahua         |
| Jorge Barajas                                                                  | 11                                                                             | 1,88 m                                                                         | 7. Mai 1991                                                                    | AA                                                                             | Colima            |
| Samuel Cordova                                                                 | 13                                                                             | 2,00 m                                                                         | 13. März 1989                                                                  | MB                                                                             | Baja California   |
| Carlos Guerra                                                                  | 9                                                                              | 1,96 m                                                                         | 3. Aug. 1981                                                                   | AA                                                                             | Chênois Genève    |
| José Martínez                                                                  | 21                                                                             | 2,00 m                                                                         | 23. Jan. 1993                                                                  | MB                                                                             | Virtus Guanajuato |
| Nestor Orellana                                                                | 17                                                                             | 1,92 m                                                                         | 7. Jan. 1992                                                                   | D                                                                              | Nuevo León        |
| Jesus Alberto Perales                                                          | 6                                                                              | 1,97 m                                                                         | 22. Dez. 1993                                                                  | Z                                                                              | Nuevo León        |
| Jorge Quiñones                                                                 | 7                                                                              | 1,86 m                                                                         | 13. Nov. 1981                                                                  | AA                                                                             | Virtus Guanajuato |
| Jesus Rangel                                                                   | 5                                                                              | 1,90 m                                                                         | 20. Sep. 1980                                                                  | L                                                                              | Nuevo León        |
| Pedro Rangel                                                                   | 10                                                                             | 1,92 m                                                                         | 16. Sep. 1988                                                                  | Z                                                                              | Nuevo León        |
| Gonzalo Ruiz de la Cruz                                                        | 4                                                                              | 1,86 m                                                                         | 28. Apr. 1988                                                                  | AA                                                                             | IMSS ATN          |
| Daniel Vargas                                                                  | 1                                                                              | 1,97 m                                                                         | 1. Sep. 1986                                                                   | D                                                                              | Raision Loimu     |
| Trainer: Jorge Miguel Azair Lopez, ; Co-Trainer: Gerardo Iván Contreras Gamez, | Trainer: Jorge Miguel Azair Lopez, ; Co-Trainer: Gerardo Iván Contreras Gamez, | Trainer: Jorge Miguel Azair Lopez, ; Co-Trainer: Gerardo Iván Contreras Gamez, | Trainer: Jorge Miguel Azair Lopez, ; Co-Trainer: Gerardo Iván Contreras Gamez, | Trainer: Jorge Miguel Azair Lopez, ; Co-Trainer: Gerardo Iván Contreras Gamez, | Quelle: COM       |

### Polen
Die polnische Mannschaft nahm bisher an acht olympischen Turnieren teil und gewann 1976 das Finale gegen die Sowjetunion. Bei den letzten drei Turnieren wurde sie jeweils Fünfter. Für Rio qualifizierte sich Polen als Sieger des Turniers in Japan.
| Name                                                    | Nr.                                                     | Größe                                                   | Geburtsdatum                                            | Position                                                | Verein                 |
| ------------------------------------------------------- | ------------------------------------------------------- | ------------------------------------------------------- | ------------------------------------------------------- | ------------------------------------------------------- | ---------------------- |
| Bartosz Bednorz                                         | 22                                                      | 2,01 m                                                  | 25. Juli 1994                                           | AA                                                      | AZS Olsztyn            |
| Mateusz Bieniek                                         | 23                                                      | 2,10 m                                                  | 5. Apr. 1994                                            | MB                                                      | Effector Kielce        |
| Rafał Buszek                                            | 21                                                      | 1,94 m                                                  | 28. Apr. 1987                                           | AA                                                      | Zaksa Kędzierzyn-Koźle |
| Fabian Drzyzga                                          | 11                                                      | 1,96 m                                                  | 3. Jan. 1990                                            | Z                                                       | Asseco Resovia Rzeszów |
| Karol Kłos                                              | 7                                                       | 2,01 m                                                  | 8. Aug. 1989                                            | MB                                                      | Skra Bełchatów         |
| Dawid Konarski                                          | 3                                                       | 1,98 m                                                  | 31. Aug. 1989                                           | D                                                       | Zaksa Kędzierzyn-Koźle |
| Michał Kubiak                                           | 13                                                      | 1,91 m                                                  | 23. Feb. 1988                                           | AA                                                      | Halkbank Ankara        |
| Bartosz Kurek                                           | 6                                                       | 2,05 m                                                  | 29. Aug. 1988                                           | D                                                       | Asseco Resovia Rzeszów |
| Grzegorz Łomacz                                         | 12                                                      | 1,87 m                                                  | 1. Okt. 1987                                            | Z                                                       | Cuprum Lubin           |
| Mateusz Mika                                            | 20                                                      | 2,06 m                                                  | 21. Jan. 1991                                           | AA                                                      | Lotos Trefl Gdańsk     |
| Piotr Nowakowski                                        | 1                                                       | 2,05 m                                                  | 18. Dez. 1987                                           | MB                                                      | Asseco Resovia Rzeszów |
| Paweł Zatorski                                          | 17                                                      | 1,84 m                                                  | 21. Juni 1990                                           | L                                                       | Zaksa Kędzierzyn-Koźle |
| Trainer: Stephane Antiga, ; Co-Trainer: Philippe Blain, | Trainer: Stephane Antiga, ; Co-Trainer: Philippe Blain, | Trainer: Stephane Antiga, ; Co-Trainer: Philippe Blain, | Trainer: Stephane Antiga, ; Co-Trainer: Philippe Blain, | Trainer: Stephane Antiga, ; Co-Trainer: Philippe Blain, | Quelle: Plus Liga      |

### Russland
Die Russen nahmen (einschließlich der Sowjetunion) außer beim Boykott 1984 an allen olympischen Turnieren teil und gewannen bisher viermal Gold sowie jeweils drei Silber- und Bronzemedaillen. Im Endspiel 2012 setzten sie sich gegen Brasilien durch und gingen somit in Rio als Titelverteidiger ins Turnier. Bei der europäischen Qualifikation in Berlin gewannen sie im Halbfinale gegen Deutschland und im Finale gegen Frankreich.
| Name                                                   | Nr.                                                    | Größe                                                  | Geburtsdatum                                           | Position                                               | Verein                   |
| ------------------------------------------------------ | ------------------------------------------------------ | ------------------------------------------------------ | ------------------------------------------------------ | ------------------------------------------------------ | ------------------------ |
| Andrei Wiktorowitsch Aschtschew                        | 11                                                     | 2,02 m                                                 | 10. Mai 1983                                           | MB                                                     | VK Zenit-Kasan           |
| Konstantin Bakun                                       | 12                                                     | 2,04 m                                                 | 15. März 1985                                          | D                                                      | ZSK Gazprom-Ugra Surgut  |
| Sergei Jurjewitsch Grankin                             | 5                                                      | 1,95 m                                                 | 21. Jan. 1985                                          | Z                                                      | VK Dynamo Moskau         |
| Artjom Sergejewitsch Jermakow                          | 20                                                     | 1,88 m                                                 | 16. März 1982                                          | L                                                      | VK Dynamo Moskau         |
| Jegor Kljuka                                           | 19                                                     | 2,08 m                                                 | 15. Juni 1995                                          | AA                                                     | Fakel Nowy Urengoi       |
| Igor Kobsar                                            | 1                                                      | 1,98 m                                                 | 13. Apr. 1991                                          | Z                                                      | VK Zenit-Kasan           |
| Maxim Michailowitsch Michailow                         | 17                                                     | 2,02 m                                                 | 19. März 1988                                          | D                                                      | VK Zenit-Kasan           |
| Sergei Jurjewitsch Tetjuchin                           | 8                                                      | 1,97 m                                                 | 23. Sep. 1975                                          | AA                                                     | VK Lokomotiv-Belogorje   |
| Alexei Igorewitsch Werbow                              | 16                                                     | 1,83 m                                                 | 31. Jan. 1982                                          | L                                                      | VK Zenit-Kasan           |
| Alexander Alexandrowitsch Wolkow                       | 18                                                     | 2,10 m                                                 | 14. Feb. 1985                                          | MB                                                     | Ural Ufa                 |
| Dmitri Wolkow                                          | 7                                                      | 2,01 m                                                 | 25. Mai 1995                                           | AA                                                     | Fakel Nowy Urengoi       |
| Artjom Alexandrowitsch Wolwitsch                       | 14                                                     | 2,08 m                                                 | 22. Jan. 1990                                          | MB                                                     | VK Lokomotiv Nowosibirsk |
| Trainer: Wladimir Alekno, ; Co-Trainer: Sergio Busato, | Trainer: Wladimir Alekno, ; Co-Trainer: Sergio Busato, | Trainer: Wladimir Alekno, ; Co-Trainer: Sergio Busato, | Trainer: Wladimir Alekno, ; Co-Trainer: Sergio Busato, | Trainer: Wladimir Alekno, ; Co-Trainer: Sergio Busato, | Quelle: sportbo.ru       |

### Vereinigte Staaten
Das US-Team wurde bisher dreimal Olympiasieger, zuletzt 2008 in Peking. Das Turnier 2012 beendeten die USA auf dem fünften Rang. Für Rio qualifizierten sie sich als Sieger des Volleyball World Cup der Männer 2015.
| Name                                                     | Nr.                                                      | Größe                                                    | Geburtsdatum                                             | Position                                                 | Verein                 |
| -------------------------------------------------------- | -------------------------------------------------------- | -------------------------------------------------------- | -------------------------------------------------------- | -------------------------------------------------------- | ---------------------- |
| Matthew Anderson                                         | 1                                                        | 2,02 m                                                   | 18. Apr. 1987                                            | D                                                        | VK Zenit-Kasan         |
| Micah Christenson                                        | 11                                                       | 1,98 m                                                   | 8. Mai 1993                                              | Z                                                        | Lube Macerata          |
| Maxwell Holt                                             | 17                                                       | 2,05 m                                                   | 12. März 1987                                            | MB                                                       | Dynamo Moskau          |
| Thomas Jaeschke                                          | 10                                                       | 1,98 m                                                   | 4. Sep. 1993                                             | AA                                                       | Asseco Resovia Rzeszów |
| David Lee                                                | 4                                                        | 2,03 m                                                   | 8. März 1982                                             | MB                                                       | PAOK Thessaloniki      |
| William Priddy                                           | 8                                                        | 1,94 m                                                   | 1. Okt. 1977                                             | AA                                                       | Lube Macerata          |
| Aaron Russell                                            | 2                                                        | 2,05 m                                                   | 4. Juni 1993                                             | AA                                                       | Sir Safety Perugia     |
| Taylor Sander                                            | 3                                                        | 1,96 m                                                   | 17. März 1992                                            | AA                                                       | Bluvolley Verona       |
| Erik Shoji                                               | 22                                                       | 1,84 m                                                   | 24. Aug. 1989                                            | L                                                        |                        |
| Kawika Shoji                                             | 7                                                        | 1,90 m                                                   | 11. Nov. 1987                                            | Z                                                        | Arkasspor İzmir        |
| David Smith                                              | 20                                                       | 2,01 m                                                   | 15. Mai 1985                                             | MB                                                       | Tours Volley-Ball      |
| Murphy Troy                                              | 9                                                        | 2,02 m                                                   | 31. Mai 1989                                             | D                                                        | Lotos Trefl Gdańsk     |
| Trainer: John Speraw, ; Co-Trainer: Matthew Fuerbringer, | Trainer: John Speraw, ; Co-Trainer: Matthew Fuerbringer, | Trainer: John Speraw, ; Co-Trainer: Matthew Fuerbringer, | Trainer: John Speraw, ; Co-Trainer: Matthew Fuerbringer, | Trainer: John Speraw, ; Co-Trainer: Matthew Fuerbringer, | Quelle: FIVB           |